# 易安迪645系列柴油机
易安迪645系列柴油机（EMD 645）是美国易安迪公司设计制造的一个二冲程中速柴油机产品系列，该系列柴油机均采用9-1/16英寸（230.2毫米）缸径和10英寸（254毫米）冲程，气缸排列形式为45°夹角的V形排列，提供8气缸、12气缸、16气缸、20气缸等不同等级的型号，输出功率范围涵盖750马力至4,200马力。该系列柴油机除了用于铁路牵引动力外，也可以用于船舶动力和固定发电装置。

## 发展历史
易安迪645系列柴油机是在易安迪567系列柴油机的基础上发展起来的。1938年，当时的通用汽车电气动力分部（易安迪公司的前身）研发出一款新的二冲程柴油机，选用45°夹角的V形气缸形式，气缸直径为8.5英寸（216毫米），活塞行程为10英寸（254毫米），单缸排量为567立方英寸（9291立方厘米），因而被命名为567系列柴油机。1950年代，随着内燃机制造技术的进步以及对输出功率的要求不断提高，用于铁路牵引动力的涡轮增压技术应运而生，并且首先在四冲程柴油机上得到成功应用和普及，使四冲程柴油机的功率和燃油经济性都得到了大幅度的提高。然而，二冲程柴油机采用废气涡轮增压却遇到了困难，这是因为二冲程柴油机在起动及低负荷时的废气能量很低，不足以推动增压器当中的压气机。对于易安迪公司来说，如果无法在567系列柴油机应用废气涡轮增压，这种二冲程柴油机势必难以与其他公司的四冲程柴油机竞争；此时易安迪公司已经形成庞大的二冲程柴油机生产能力，如果要重新发展四冲程柴油机则意味着放弃现有的生产线，所造成的损失是易安迪公司难以承受的。
结果，易安迪公司设计了一种机械驱动装置来解决这个难题。当排气能量和发动机负荷处于较低水平时，曲轴通过一套由超速离合器驱动的刚性齿轮来驱动压气机；当柴油机负荷加大时废气能量也相应增加，一旦废气能量超过齿轮传递的能量，超速离合器自动脱离，涡轮增压器直接由废气驱动。第一款采用废气涡轮增压的567D3型柴油机于1958年投入生产，16缸机型的功率大幅提升至2250马力，首先被装用于SD24、GP30型柴油机车。至1963年，又发展出2500马力的16-567D3A型柴油机，使易安迪公司终于拥有可以与通用电气公司FDL16型柴油机相比的柴油机产品，这也是567系列柴油机之中功率最大的型号，GP35、SD35型柴油机车均采用该型柴油机。
当567系列柴油机发展到应用涡轮增压器这个阶段，在不改变基本结构的条件下再要大幅度提高功率就很困难了。因此易安迪公司在567系列柴油机的基础上，将气缸直径加大到9-1/16英寸（230.2毫米），活塞行程仍为10英寸（254毫米），单缸排量增加到645立方英寸（10570立方厘米），设计出新一代的易安迪645系列柴油机。645系列柴油机于1966年正式投产后，567系列柴油机亦同时停产。645系列柴油机有8、12、16、20气缸等几种功率等级，增压装置亦可选择机械增压（罗茨鼓风机）或涡轮增压。

## 技术特点
易安迪645系列柴油机的机体除主轴承座部分采用锻钢外，其余都是普通碳素钢板组焊结构。与567系列柴油机的机体相比，645系列柴油机拥有容积更大的空气进气箱，可以减少进气的脉动和保证多缸均匀供气；机体上部的V型夹角中没有水冷式通道，可以减轻机体的热应力及其引起的变形。曲轴采用普通碳素钢锻造而成，轴颈经过感应加热淬火处理，主轴颈直径为190毫米，连杆颈为165毫米。活塞外套采用合金铸铁材料，并采用可以自由转动的浮动结构，使活塞得到均匀分布的热负荷和磨损，活塞由喷嘴喷射到活塞冷却腔的机油进行振荡冷却，活塞寿命可达25000小时。带有水套的气缸套由合金铸铁制成。645系列柴油机采用将高压油泵和喷油嘴合成一体的单元式喷油器。645系列和567系列柴油机一样，采用机械增压与废气涡轮增压相结合的方式，巧妙地解决了二冲程柴油机的增压问题。当柴油机处于低负荷且排气能量很低时，由柴油机曲轴通过齿轮带动機械增压器，当柴油机负荷高时由吸气驱动涡轮转动。这种设计既可以改善柴油机在低负荷时加速度和燃烧质量，高负荷时又能充分发挥涡轮增压的优势。